# 高絲

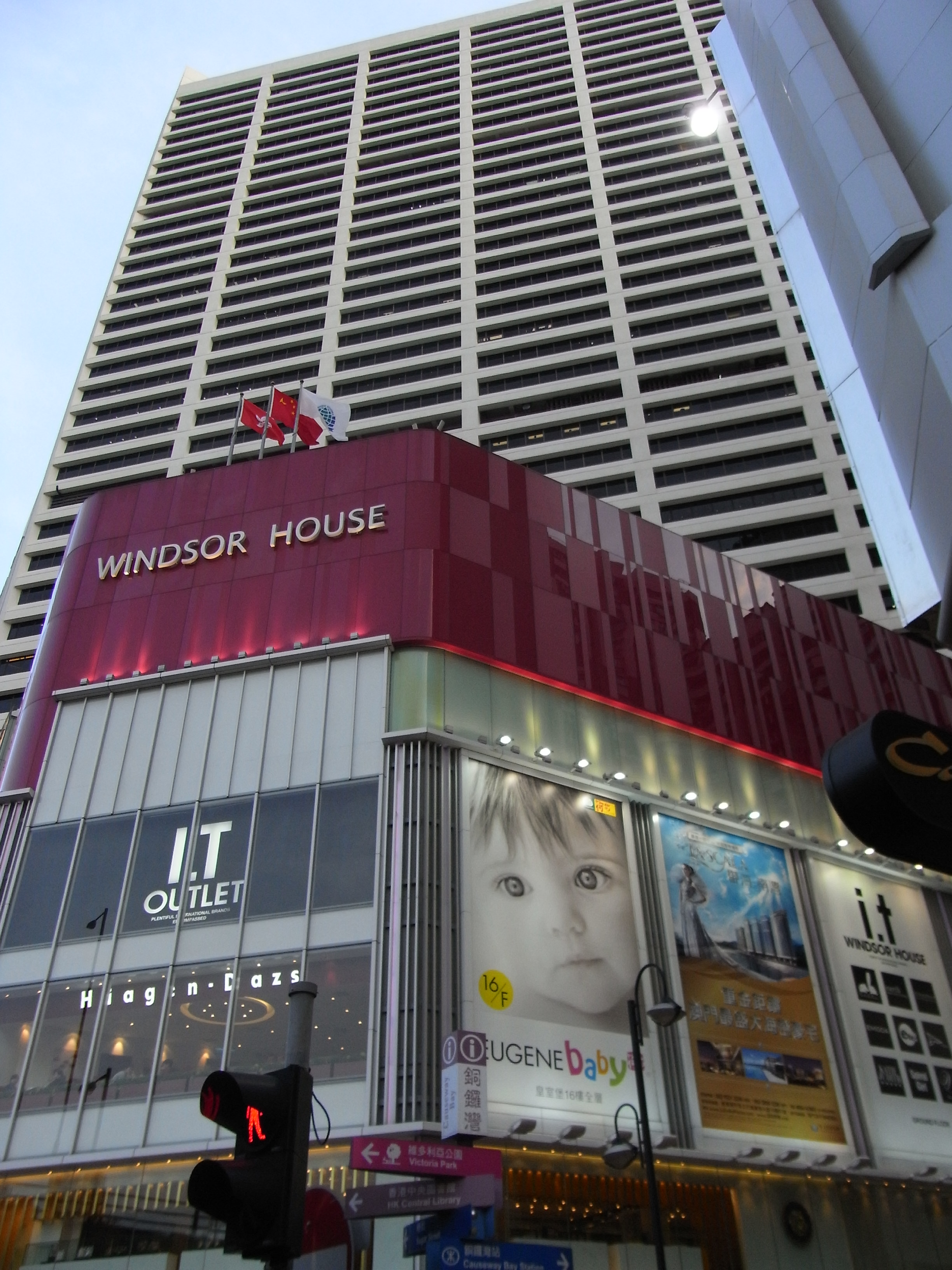
香港高絲辦事處位於香港皇室大廈

高絲（日语：コーセー），是日本一家以化妝品製造與販售為主的企業，由創辦者小林孝三郎結合化學與藥學人士於1946年創立。初期以代理其他美容化妝品牌為主，1948年開始發展自己的品牌。

## 簡介
初期，KOSÉ高絲研發的產品為粉餅，首度推出改變粉底使用習慣的兩用粉餅，1979年，正式研發出乾濕兩用粉餅，接著是水分達到70％的固體粉餅，該項產品曾獲得法國《Marie Claire》雜誌的首項日本特別獎。因而獲得了「粉底的KOSÉ高絲」的譽稱。身為日本三大化妝品生產商之一，KOSÉ高絲以品質著稱。在1980年，成為了日本化妝品行業中第一位，拿到了日本質量管理的最高獎項「戴明獎」。1985年，推出了保養系列的商品「藥用雪肌精」，至2019年銷售已超過6000萬瓶，因含有藥性成分，在1993年被列為藥妝產品。

## 沿革
- 1948年 6月　於東京都北區豐島七丁目8番地以銷售、販賣化妝品為主的小林高絲股份有限公司成立
- 1949年11月　分離銷售部門後設立了高絲商業股份有限公司
- 1956年 3月　高級化妝品的製造公司、ALBION（艾倫比亞）股份有限公司的成立
- 1959年12月　東京工廠遷移至東京都北區榮市
- 1961年10月　以瓦楞紙板等紙製產物的製造公司、トパック股份有限公司成立
- 1963年 5月　與法國·歐萊雅公司技術合作
- 1964年 6月　於埼玉縣入間郡狹山町設置狹山工廠
- 1965年 3月　總公司遷移至東京都中央區日本橋
- 1968年 9月　進駐香港
- 1971年 8月　新加坡高絲公司（KOSE SINGAPORE PTE.LTD.）成立
- 1972年 9月　马来西亚高絲公司（KOSE （Malaysia）Sdn Bhd）成立
- 1976年12月　狹山工廠地基內開設「狹山物資流通中心」
- 1979年 6月　於群馬縣佐波郡境町設置群馬工廠
- 1980年11月　榮獲日本質量管理的最高獎項『DEMING AWARD戴明獎』
- 1982年 9月　於滋賀縣甲賀郡甲西町開設「名神物資流通中心」
- 1985年 9月　台灣高絲（TAIWAN KOSE CO.,LTD.）成立
- 1986年 4月　為關係企業的化妝品製造公司，化妝品實驗室股份有限公司成立
- 1986年10月　以沙龍為主的化妝品銷售公司，CRIR股份有限公司成立
- 1988年12月　中國春絲麗有限公司成立
- 1989年 4月　於東京都板橋區開設板橋研究所（現為基盤技術研究所）
- 1989年 4月　於福岡縣糟屋郡古賀町開設「九州物資流通中心」
- 1989年 4月　以銷售本公司產品的銷售公司，高絲化妝品銷售股份有限公司成立
- 1989年 7月　以普通品為主的化妝品銷售公司，成高絲化妝品端口股份有限公司成立
- 1990年 9月　巴黎SCI KOSE CORTAMBERT設立
- 1991年 2月　塑料容器的製造公司，inter化妝品股份有限公司成立
- 1991年 8月　商號變更為コーセー （高絲）股份有限公司
- 1991年12月　取得美國·美寶蓮公司國內營業權，商標權，成立美寶蓮股份有限公司
- 1992年 9月　以特例僱用殘疾人士的公司，アドバンス股份有限公司成立
- 1993年 5月　於福島縣須賀川市開設「東北物資流通中心」
- 1993年10月　以銷售化妝品タリー產品的銷售公司，コーセーコスメニエンス股份有限公司成立
- 1996年 7月　與法國·歐萊雅公司合營成立日本歐萊雅股份有限公司
- 1996年10月　於北海道惠庭市開設「北海道物資流通中心」
- 1997年 3月　從12月31日開始決算期變更為3月31日
- 1998年 9月　榮獲殘疾人僱傭優良事業所 『勞動大臣獎』
- 1998年10月　群馬工廠取得ISO9002認證
- 1999年 7月　法國·歐萊雅公司轉讓美寶蓮事業
- 1999年10月　狹山工廠取得ISO9002認證
- 1999年12月　鋪面登記股票於日本證券業協會
- 2000年 5月　春絲麗有限公司設置第二工廠
- 2000年 9月　群馬工廠取得ISO14001認證
- 2000年11月　高絲香港有限公司於中國成立
- 2000年12月　東京證券交易所市場的第一部上場股票
- 2001年 3月　岡山縣笠岡市開設「中四國物資流通中心」
- 2001年 3月　合併木材股份有限公司
- 2001年 4月　美國高絲KOSE AMERICA INC.成立
- 2001年 7月　韓國高絲KOSE KOREA CO.,LTD.成立

## 旗下主要品牌
獨立品牌
- KOSE／高絲
- COSME DECORTE／黛珂
- BEAUTE de KOSE／美諦高絲（BKO）
- AWAKE／薇可
- ESPRIQUE／丰靡美姬‧幻粧
- ADDICTION／奧可玹
- INFINITY / 無限肌緻
- TARTE

設計師合作品牌
- STEPHEN KNOLL／史蒂芬諾爾
- JILL STUART

開架式品牌
- VISEE
- COSMENIENCE／蔻絲媚影
- FASIO／菲希歐
- HAPPY BATH DAY／快樂沐浴天
- Nature&CO
- ELSIA / 艾兒希亞

## 外部連結
- 日本高絲官網 （页面存档备份，存于）
- 香港高絲官網 （页面存档备份，存于）
- 台灣高絲官網 （页面存档备份，存于）